# Petri Järvinen
Petri Järvinen (ur. 9 maja 1965 w Helsinkach) – fiński piłkarz grający na pozycji pomocnika i trener piłkarski.

## Kariera klubowa
Järvinen rozpoczął karierę w JJK Jyväskylä w 1982 roku. Grał w tej drużynie do 1984. W 1985 był zawodnikiem Tampereen Ilves, dla którego zagrał w trzech meczach, nie zdobywając ani jednej bramki. W 1986 grał w PPT Pori, dla którego wystąpił w 22 spotkaniach, strzelając 8 goli. W latach 1987–1988 grał w FC Haka, w barwach którego zdobył 10 goli w 41 pojedynkach. W latach 1989–1993 był zawodnikiem FC Kuusysi, dla którego wystąpił w 112 meczach i strzelił 25 bramek. W klubie tym po raz pierwszy zagrał w fińskiej ekstraklasie. Miało to miejsce 29 kwietnia 1990 w wygranym 3:0 meczu z HJK Helsinki. Pierwszego gola w ekstraklasie Järvinen zdobył 10 maja 1990 w wygranym 3:1 starciu z OTP. Zimę 1992/1993 spędził na wypożyczeniu w FC St. Pauli, dla którego zdobył 2 gole w 21 występach. W 1994 trafił do FinnPa, w którym grał do 1998 z przerwą na sezon 1994/1995, który spędził w drugoligowym niemieckim SV Waldhof Mannheim, dla którego wystąpił w 20 spotkaniach, w których strzelił 3 bramki. Dla fińskiego klubu zagrał w 91 meczach, w których zdobył 11 goli. W 1999 Järvinen trafił do FC Lahti. Grał w tym klubie tylko jeden sezon, w którym strzelił 1 bramkę w 14 pojedynkach. W 2000 był zawodnikiem Honki, dla której zdobył 2 gole w 25 meczach.

## Kariera reprezentacyjna
Järvinen zagrał w latach 1989–1996 w 36 meczach dla reprezentacji Finlandii, w których zdobył 4 gole.

## Kariera trenerska
Po zakończeniu kariery piłkarskiej Järvinen rozpoczął karierę szkoleniową. W 2009 doprowadził młodzieżowy zespół Lahden Reipas do wicemistrzostwa kraju, za co został uznany najlepszym trenerem młodzieży roku. W 2010 został trenerem City Stars FC, a rok później objął FC Kuusysi.

## Osiągnięcia
- Mistrzostwo kraju (Mestaruussarja) (1): 1989
- Mistrzostwo Finlandii (Veikkausliiga) (1): 1991
- Puchar Finlandii (1): 1988

## Literatura dodatkowa
- Juha Kanerva: Jalkapallon pikkujättiläinen. Helsinki: WSOY, 2003, s. 403. ISBN 951-0-27037-7. OCLC 58365792. (fiń.).
- Juha Vuorinen, Markku Kasila: Pelimiehet: Suomen jalkapallon pelaajatilastot 1930–2006. Jyväskylä: Suomen urheilumuseosäätiö, 2007. ISBN 978-952-99075-9-5. OCLC 141424994. (fiń.). Brak numerów stron w książce